# Le Cadeau
Le Cadeau  es una película del año 2005.

## Sinopsis
Naima, una joven guapa y valiente, es feliz en su matrimonio. Con ocasión de su aniversario de bodas, decide ofrecerle a su marido un regalo poco corriente, realmente extraordinario. Algo preparado especialmente para el acontecimiento, pero acabará víctima de su amor, y él, víctima de sus dudas.